# Peter Pan (1988)
Peter Pan ist ein australischer Zeichentrickfilm. Er wurde ursprünglich 1988 veröffentlicht. Der Film basiert auf J. M. Barries Stück „Peter Pan or the Boy who wouldn’t Grow up“ (Deutsch: Peter Pan oder der Junge der nicht erwachsen werden wollte) von 1904 und wurde von Paul Leadon adaptiert. Der Film wurde von Roz Phillips produziert und die dazugehörige Musik von John Stuart. Das Copyright an diesem Film hat nun Pulse Distribution and Entertainment und wird von der digitalen Rechteverwaltungsfirma NuTech Digital verwaltet.

## Handlung
Jeden Abend, bevor sie schlafen gehen, kriegen die Darling Kinder Wendy, John und Michael von ihrer Mutter wundervolle Abenteuer in Fantasy-Welten erzählt. Viele dieser Geschichten erzählen von einem Jungen namens Peter Pan, der an einem Ort namens Niemalsland lebt und nie erwachsen wird. Eines Nachts, als Mr. und Mrs. Darling ausgehen und die Kinder unter der Obhut eines Hausmädchens und der Kinderhündin Nana lassen, ist Wendy Darling begeistert, als der echte Peter Pan direkt in ihr Fenster fliegt. Bei einem früheren Besuch hatte Nana ihm den Schatten weggenommen, und nun waren er und seine Feenfreundin Tinker Bell zurückgekehrt, um ihn wieder einzufordern. Nana wurde von Mr. Darling bestraft, die beschuldigt wurde, bei dem Versuch, die Kinder vor Peter zu schützen, ein wertvolles Glas zerbrochen zu haben, und wird nun im Freien gehalten. Peter Pan und Wendy werden schnell Freunde und Peter gesteht, dass er sie viele Male besucht hatte, um Mrs. Darlings Gutenachtgeschichten zu hören. Die schlafenden Jungen, John und Michael, erwachen, und Peter lädt sie ein, ihm nach Niemalsland zu folgen. Durch den Einsatz von Elfenstaub erhalten die drei Kinder die Fähigkeit von Peter und Tinker Bell zu fliegen, und sie sind bald auf dem Weg nach Niemalsland, sie fliegen direkt aus ihrem Fenster und hoch über die Wolken. Einmal in Niemalsland erzählt Peter Pan den Kindern vom bösen Captain Hook, dessen rechte Hand von Peter abgeschnitten und vor einiger Zeit in das Krokodil geworfen wurde, das nun den Rest von ihm essen will. Hook plant dafür Rache an Peter. In der Zwischenzeit stellt Peter den Kindern den Verlorenen Kinder vor, einer Gruppe junger mutterloser Kinder. Er stellt Wendy als liebevolle Mutter dar, solange sie in Niemalsland bleibt, dem sie sich demütig widersetzt. Viele Abenteuer folgen, während Peter Pan, die Kinder und die Verlorenen Kinder gegen Captain Hook kämpfen, Wendy vor seinen bösen Absichten retten und die junge indische Prinzessin Tiger Lily retten. während Captain Hook durch das tickende Krokodil gejagt wird, hatte Peter gewonnen. Nach all der Aufregung gibt Wendy bekannt, dass es Zeit ist, nach Hause zurückzukehren, und sie lädt die Verlorenen Jungen ein, mitzukommen, damit sie zu ihren echten Müttern zurückkehren können. Smee, einer von Captain Hooks Piraten, folgt den Kindern und auch er ist mit seiner Mutter wieder vereint. Wendy, John und Michael laden Peter Pan ein, bei ihnen in ihrem Haus in London zu bleiben, aber Peter Pan lehnt dies ab, denn das würde bedeuten, dass er erwachsen werden müsste, etwas, das er niemals tun würde. Sie trennen sich, aber Peter Pan heißt sie willkommen, irgendwann nach Niemalsland zurückzukehren.